# Lyudmila Fedotova
Lyudmila Fedotova (Alma-Ata, 23 april 1986) is een Kazchse voormalige alpineskiester. Ze nam eenmaal deel aan de Olympische Winterspelen, maar behaalde geen medaille.

## Carrière
Fedotova nam nooit deel aan een wereldbekerwedstrijd.
Op de Olympische Winterspelen 2010 liet Fedotova als beste resultaat een 36e plaats op de afdaling optekenen.

## Resultaten

### Titels
Kazachs kampioen slalom - 2008
Kazachs kampioen reuzenslalom - 2008

### Wereldkampioenschappen
| Jaar | Plaats      | Resultaten                              |
| ---- | ----------- | --------------------------------------- |
| 2005 | Bormio      | 57e Reuzenslalom DNF Slalom             |
| 2009 | Val d'Isère | 45e Slalom 50e Reuzenslalom DNF Super G |

### Olympische Spelen
| Jaar | Plaats    | Resultaten                                |
| ---- | --------- | ----------------------------------------- |
| 2010 | Vancouver | 36e Afdaling 38e Super G DNF Reuzenslalom |